# Gaëlle Thalmann
Gaëlle Thalmann (* 18. Januar 1986 in Riaz) ist eine ehemalige Schweizer Fussballspielerin.

## Karriere

### Vereine
Gaëlle Thalmann begann ihre Karriere im Alter von elf Jahren beim FC Bulle. Danach spielte sie für den FC Riaz und den FC Vétroz. Ihre erste Station im Seniorenlager war der FC Rot-Schwarz Thun. Nach nur einem Jahr folgte der Wechsel zum DFC Zuchwil (heute: FFC Zuchwil 05), mit dem sie 2006 Vizemeisterin und Ligacupsiegerin wurde. Es folgte der Wechsel zum SC LUwin.ch Luzern. Nach einem Probetraining beim 1. FFC Turbine Potsdam unterzeichnete sie am 8. Januar 2008 dort einen Vertrag bis zum 30. Juni 2009. Ihr erstes Bundesligaspiel absolvierte sie am 24. Februar 2008 beim Auswärtsspiel gegen den Hamburger SV. 2009 gewann sie mit ihrer Mannschaft den DFB-Hallenpokal und die deutsche Meisterschaft. Zur Saison 2009/10 wechselte sie zum Hamburger SV. Nach dem Abstieg des 1. FC Lokomotive Leipzig im Mai 2012 wechselte Thalmann zum italienischen Serie-A-Verein ASD Torres. Im Sommer 2014 folgte der Wechsel zum MSV Duisburg. Nach dem Abstieg des MSV Duisburg in die zweite Liga kehrte Thalmann in die Schweiz zurück und unterschrieb beim FC Basel. 2016 wechselte sie in die italienische Liga zur ASD AGSM Verona CF.
Anfang Juli 2023 gab Thalmann ihren Rücktritt nach Ende der Weltmeisterschaft 2023 bekannt. Seit dem 1. September 2023 war sie beim FC Lugano als Verantwortliche für den Frauenfussball tätig und betreut als Trainerin die Torhüter des Teams Ticino. Am 6. Dezember 2024 gab sie die Funktion als Verantwortliche für den Frauenfussball ab und konzentriert sich seither auf ihre Rolle als Goalietrainerin des Teams Ticino. Zusätzlich wurde sie auf den 1. Januar 2025 zur «Brand Ambassador» ernannt.

### International
Am 17. Juni 2007 gab sie ihr Debüt im Tor der Schweizer Fussballnationalmannschaft. Zuvor nahm Thalmann mit der U-20-Nationalmannschaft an der Weltmeisterschaft in Russland teil. Sie gehörte (trotz einem im November 2014 erlittenen Kreuzbandriss) auch zum Kader der Schweizerinnen für die WM 2015 in Kanada. Sie nahm an der Fussball-Europameisterschaft der Frauen 2022 teil und stand in allen drei Gruppenspielen im Tor der Schweizerinnen. Die Schweiz schied nach der Vorrunde aus. Sie nahm auch an der Weltmeisterschaft 2023 teil und stand in allen vier Spielen im Schweizer Tor. Die Schweiz schied im Achtelfinal aus. In der Vorrunde kassierte Thalmann kein einziges Tor. Im zweiten Gruppenspiel gegen Norwegen konnte sie sich durch mehrere Paraden auszeichnen und wurde zur Spielerin des Spiels gewählt. Nach der WM trat sie vom Spitzensport zurück.

## Erfolge
- Schweizer Ligacupsiegerin 2006
- DFB-Hallenpokalsiegerin 2009
- Deutsche Meisterin 2008/09
- Italienische Meisterin 2012/13
- Schweizer Meisterin 2020/21

## Privat
Thalmann studierte Germanistik und Geschichte in Freiburg und Hamburg. Ab 2011 folgte ein CAS in Sportmanagement an der Universität Freiburg.